# Thuộc địa Niger
Thuộc địa Niger (tiếng Pháp: Colonie du Niger) là một thuộc địa của Pháp bao trùm phần lớn lãnh thổ của quốc gia Niger hiện đại ở Tây Phi, cũng như các phần của Mali, Burkina Faso và Chad. Nó tồn tại dưới nhiều hình thức khác nhau từ năm 1900 đến năm 1960 nhưng được đặt tên là Colonie du Niger chỉ từ năm 1922 đến 1960.

## Lịch sử
Thuộc địa Niger được hình thành từ tháng 7 đến tháng 10 năm 1922 từ lãnh thổ quân sự của Niger, tách ra khỏi thuộc địa của Thượng Sénégal và Niger. Vào thời điểm thành lập, thuộc địa bao gồm chín thành phố: Agadez, Dosso, Gur, Maradi, N'Guigmi, Niamey, Tahua, Tillyberi và Zinder. Trung tâm của thuộc địa là thành phố Zinder. Năm 1926, trung tâm thuộc địa trở thành thành phố Niamey. Trong chiến tranh thế giới thứ hai, thuộc địa trung thành với chính phủ Vichy, và đóng cửa biên giới với Nigeria (lúc đó là thuộc địa của Anh).